# 8891 Irokawa
8891 Irokawa eller 1994 RC1 är en asteroid i huvudbältet som upptäcktes den 1 september 1994 av de båda japanska astronomerna Kazuro Watanabe och Kin Endate vid Kitami-observatoriet. Den är uppkallad efter Hiroshi Irokawa.
Asteroiden har en diameter på ungefär 16 kilometer.